# 6321 Namuratakao
6321 Namuratakao este un asteroid din centura principală de asteroizi.

## Descriere
6321 Namuratakao este un asteroid din centura principală de asteroizi. A fost descoperit pe 19 ianuarie 1991 la Dynic de Atsushi Sugie. El prezintă o orbită caracterizată de o semiaxă mare de 2,61 ua, o excentricitate de 0,13 și o înclinație de 13,0° în raport cu ecliptica.